# Ülkerspor
L'Ülker Gençlik ve Spor Kulübü conegut comunament com a Ülker o Ülkerspor, era un club de bàsquet professional turc amb seu a Istanbul. El club va competir a la Lliga turca de bàsquet i jugava els seus partits a l'Abdi İpekçi Arena.
El 2006, la corporació Ülker, propietària i patrocinadora del club, va decidir abolir l'equip, convertint-lo en l'humil club Alpella i, en canvi, patrocinar el club turc Fenerbahçe que va passar a anomenar-se Fenerbahçe Ülker.

## Palmarès
- Lliga turca[1]
  - Campions (4): 1994–95, 1997–98, 2000–01, 2005–06
  - Finalistes (5): 1993–94, 1995–96, 2001–02, 2002–03, 2003–04
- Copa turca[2]
  - Campions (3): 2002–03, 2003–04, 2004–05
  - Finalistes (2): 1999–00, 2005–06
- Copa presidencial turca[3]
  - Campions (6): 1995, 2001, 2002, 2003, 2004, 2005
  - Finalistes (2): 1998, 2000